# Kloster Pfäfers

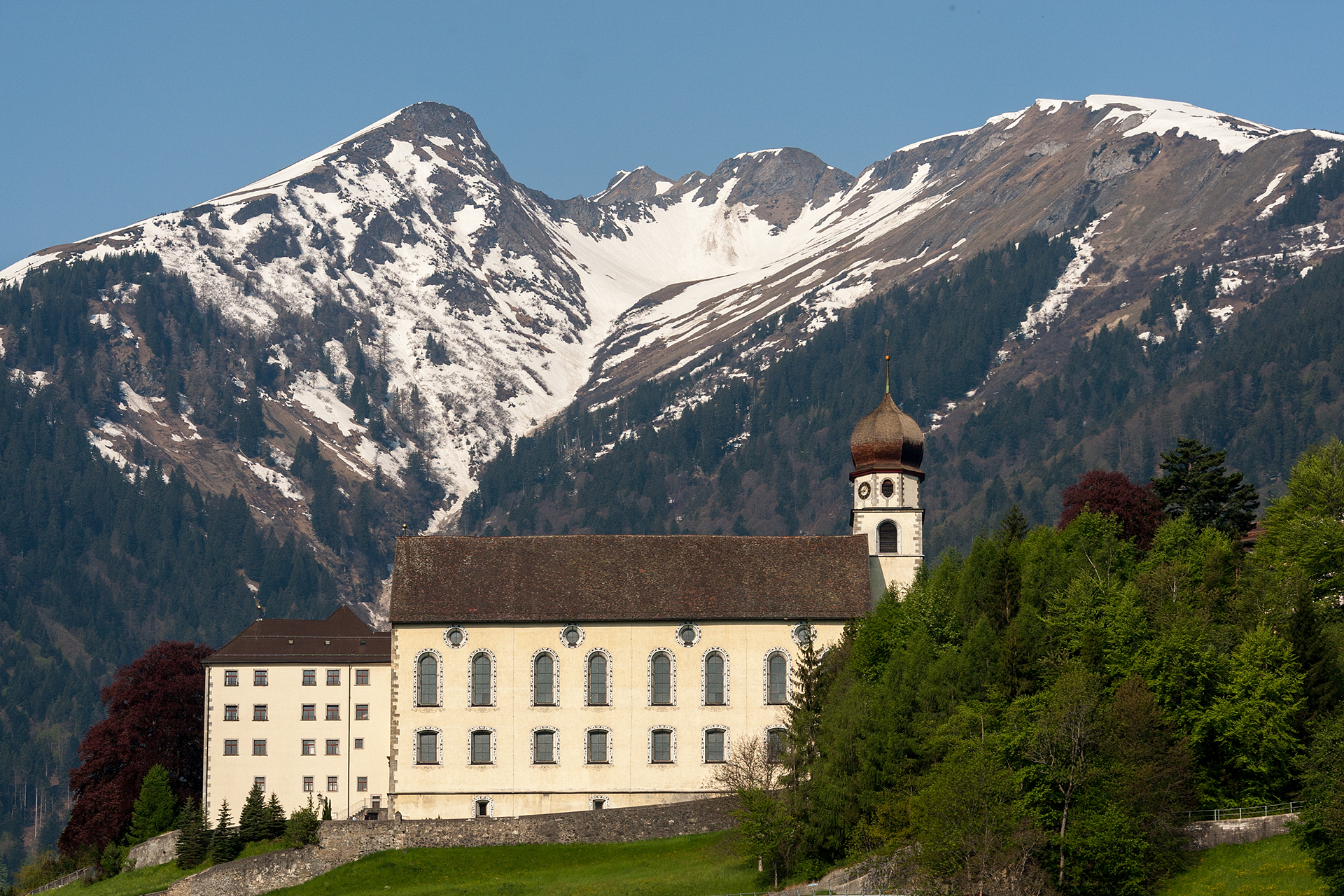
Ehemalige Klosterkirche Pfäfers

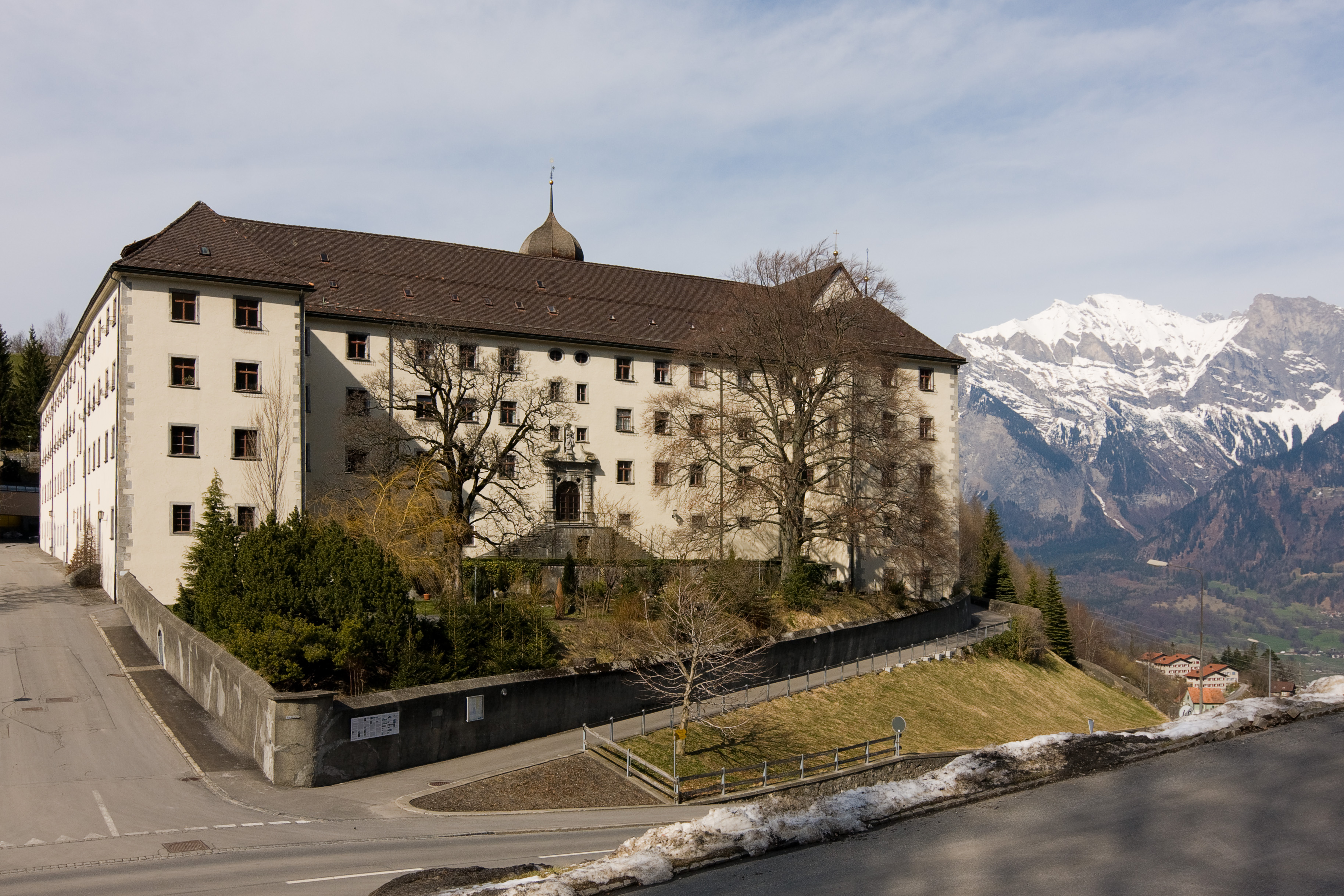
Das Klostergebäude

Das Kloster Pfäfers war eine Benediktinerabtei auf dem Gebiet der heutigen politischen Gemeinde Pfäfers im Kanton St. Gallen. Das Kloster wurde im 8. Jahrhundert gegründet und 1838 durch einen Beschluss des Grossen Rates des Kantons St. Gallen aufgehoben. Die barocken Klostergebäude aus dem 17. Jahrhundert beherbergen seit 1845 die kantonale psychiatrische Klinik St. Pirminsberg. Die ehemalige Abteikirche St. Maria dient der katholischen Kirchgemeinde Pfäfers als Pfarrkirche.

## Geschichte

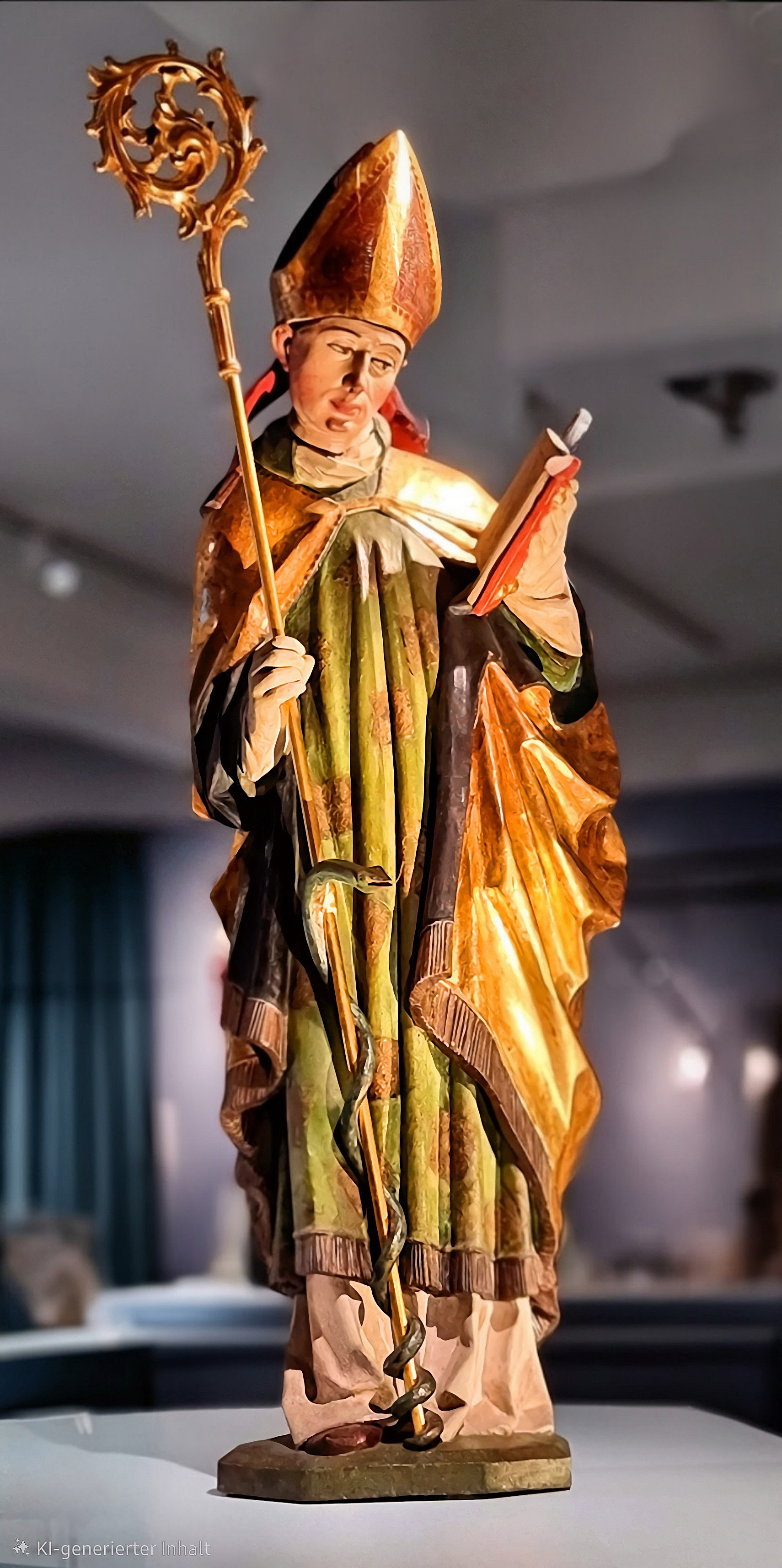
Der legendäre Klostergründer St. Pirmin

Das Kloster Pfäfers wurde nach der Chronik Hermanns des Lahmen aus dem Kloster Reichenau als Monasterium Fabariense (lateinisch für «Bohnenacker») im Jahr 731 gegründet. Die ersten Mönche kamen aus dem Kloster Reichenau. Die Gründungslegende bezieht sich auf den Wanderbischof und späteren Heiligen Pirmin. 762 wurde die Abtei zum ersten Mal urkundlich erwähnt. Das Kloster kontrollierte den wichtigen Verkehrsweg über den Kunkelspass zu den Bündner Pässen nach Italien. Neben der Bischofsstadt Chur war das Kloster das wichtigste kirchliche Zentrum in Churrätien und dem Bistum Chur. Zahlreiche Pfarreien der Region wurden im 9. und 10. Jahrhundert von Pfäfers aus gegründet. Der beträchtliche Streubesitz des Klosters konzentrierte sich in der Ostschweiz, besonders zwischen Weesen und Maienfeld, reichte aber bis ins heutige Baden-Württemberg, ins Bergell, den Vinschgau und nach Südtirol.
Kaiser Lothar sicherte dem Kloster Pfäfers 840 die freie Abtwahl zu. 861 erhielt Pfäfers Immunität und Königsschutz. Der ostfränkische König Ludwig das Kind schenkte 905 Pfäfers an Bischof Salomo III. von Konstanz, der zugleich Abt von St. Gallen war. Dieser übertrug wahrscheinlich 909 das Kloster Pfäfers an St. Gallen mit der Bedingung, dass er und sein Neffe Waldo dieses lebenslang als Niessbrauch nutzen können. Daraus erwuchsen Streitigkeiten zwischen dem Bischof von Chur und St. Gallen um das Kloster. König Otto I. bestätigte schliesslich 950 erneut die freie Abtwahl für Pfäfers, womit das Kloster selbständig blieb. Während des Investiturstreits geriet Pfäfers jedoch erneut unter fremde Kontrolle. Heinrich IV. verlieh die Abtei 1095 an das Bistum Basel, das 1114 mit Heinrich V. die Burg Rappoltstein (Elsass) gegen Pfäfers eintauschte. Erst das Eingreifen des Papstes Paschalis II. stellte 1116 die Freiheit des Klosters Pfäfers wieder her. Während des Frühmittelalters blieb Pfäfers das wichtigste Kloster im Bistum Chur und geistiges Zentrum der Region. Die drei wichtigsten Handschriften Churrätiens, Liber Aureus (wichtigste Quelle zur Geschichte der Abtei), Liber Viventium (Memorialbuch der Abtei) und Vidimus Heider (Kopialbuch der Abtei) wurden in Pfäfers angefertigt.
1208 vergab König Otto IV. die Vogtei über die Besitzungen des Klosters Pfäfers an die Freiherren von Sax, die sie jedoch teilweise wieder verpfändeten. 1257 kaufte Abt Rudolf von Bernang für 300 Mark Silber die gesamte Vogtei wieder zurück und übertrug sie 1261 an die Herren von Wildenburg auf Burg Freudenberg. Im 14. Jahrhundert existierten zwei getrennte Vogteien: Burg Freudenberg und der Ort Ragaz sowie das Kloster und das obere Taminatal. Später gelangten die Vogteien an die Grafen von Werdenberg-Sargans und Werdenberg-Heiligenberg. 1397 kaufte das Kloster die Vogtei zurück und erhielt 1408 von König Ruprecht das Privileg, den Schirmvogt selbst zu wählen und zu entlassen.
Nach der Erwerbung der Grafschaft Sargans durch die Sieben Alten Orte der Eidgenossenschaft übernahmen diese auch die Schirmvogtei über Pfäfers. Das Kloster geriet in den Wirren des Schwabenkrieges und der Reformation in finanzielle und politische Bedrängnis. Abt Johann Heider (1586–1600) gelang zwar kurzzeitig die Wiederherstellung der Stellung des Klosters, aber unter seinen Nachfolgern verschlimmerte sich die Lage derart, dass die Schweizerische Benediktinerkongregation die Administration des Klosters übernahm.

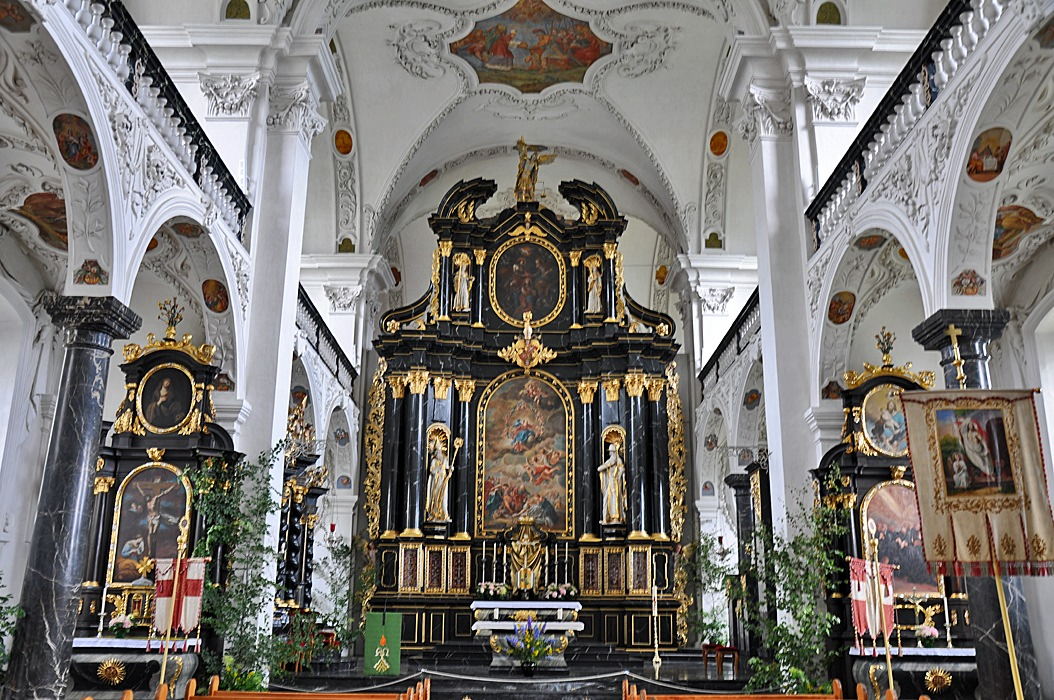
Inneres der Klosterkirche Pfäfers

1665 zerstörte ein Brand die Klosteranlage und die Kirche. Abt Justus Zink legte 1672 den Grundstein für den Wiederaufbau im Stil des Barock nach den Plänen von Giovanni Serro und Giulio Barbieri. Wegen der katastrophalen finanziellen Verhältnisse der Abtei musste Zink 1676 auf Druck der Schweizerischen Benediktinerkongregation zurücktreten. Sein Nachfolger, Abt Bonifaz I. Tschupp, vollendete die gegenwärtig noch existierende Anlage 1694. Unter Bonifaz I. gelang die finanzielle Gesundung. In den Jahren 1693/1694 entstand die noch erhaltene Orgel von Johann Matthäus Abbrederis im Psallierchor.
Über der Abtwahl von Ambrosius Müller entstand 1734 eine Affäre, da sich Zürich weigerte, Müller zu bestätigen. Johannes Scheuchzer, der Bruder von Johann Jakob Scheuchzer, wurde deshalb beauftragt, die kaiserlichen Privilegien der Abtei zu untersuchen. Einige der Kaiser- und Papsturkunden über das Kloster haben sich heute eindeutig als Fälschungen herausgestellt, die wahrscheinlich im 17. Jahrhundert entstanden sind. Die Verhandlungen an der eidgenössischen Tagsatzung von 1738 bestätigten schliesslich die Gerichtsrechte der Abtei über die Gemeinden Pfäfers, Vättis, Valens und Ragaz.
1794 kam es zu einem Aufstand der Untertanen des Klosters, der durch den eidgenössischen Landvogt von Sargans niedergeschlagen wurde. Als am 11. November 1798 die Grafschaft Sargans von der Eidgenossenschaft in die Freiheit entlassen wurde, musste sich auch Abt Benedikt Bochsler anschliessen und seine Untertanen ebenfalls für frei erklären. Nach dem Einmarsch der Franzosen wurde das Kloster aufgehoben und zum Teil zerstört. 1801 kehrte der Abt mit einigen Brüdern wieder zurück, und 1803 wurde das Kloster nach der Gründung des Kantons St. Gallen formell wiederhergestellt. Der schlechte finanzielle Zustand des Klosters veranlasste den letzten Abt Plazidus Pfister, 1838 in Rom die Säkularisierung der Abtei Pfäfers zu beantragen. Noch bevor Papst Gregor XVI. in einem Schreiben vom 20. März 1838 dieses Ansinnen ablehnte, hatte der Grosse Rat des Kantons St. Gallen das Kloster Pfäfers am 20. Februar 1838 für aufgehoben erklärt und die Vermögenswerte eingezogen. Der katholische Konfessionsteil versuchte noch bis im November 1839 vergeblich, die Vermögenswerte für sich zu beanspruchen.
In den Gebäuden der Abtei wurde am 14. November 1845 die «Kantonale Irrenanstalt St. Pirminsberg» gegründet, die heutige «Psychiatrische Klinik St. Pirminsberg».
Die wertvollen Kulturgüter der Abtei wurden versteigert und in Museen in aller Welt zerstreut. Von Ritter Konrad von Wolfurt stammt der bekannte Wolfurter Kelch, der dem Kloster im 13. Jahrhundert gestiftet wurde. 1853 wurde das Klosterarchiv dem Stiftsarchiv St. Gallen übergeben.
Von 1619 bis 1845 wurden im Kloster Pfäfers die Gebeine des sel. Erzpriesters Nicolò Rusca aufbewahrt. Heute liegen sie in der Stiftskirche von Sondrio im Veltlin.

### Äbte des Klosters Pfäfers
- Adalbertus, vor 762
- Gibba, vor 762
- Anastasius, vor 762
- Adalbertus, vor 762
- Lupicinus, vor 762
- Vicentius, nach 762
- Marcianus, nach 762
- Bercautius, nach 762
- Crispio, vor, 840
- Silvanus, 840–861
- Augustanus, nach 861
- Vitalis, 877
- Victor, 9. Jahrhundert
- Johannes, 9. Jahrhundert
- Salomon, 905–919
- Waldo, 920–949
- Erembreht, 950
- Enzelinus, vor 958
- Maiorinus, 972
- Alavicus, 973–997
- Eberhardus, 997–etwa 1000
- Gebene, nach 1000
- Hartmannus, etwa 1020–1030
- Salomon, 1032–1040
- Pirthelo, 1050
- Immo, 1064–1067
- Odalrichus, nach 1067-1080
- Syfridus, 1080, vor 1100
- Ruodpertus, nach 1080, vor 1100
- Wernherus, vor 1100
- Hesso, nach 1080, vor 1100
- Marcuardus, um 1100
- Geroldus, 1110–1116
- Wernerus, 1125
- Wicrammus, 1127–1139
- Heinricus, 1155–1158
- Rudolfus, 1161
- Svicerus, 1182
- Hupoldus, 1200
- Konrad von Zwiefalten, 1206–1217
- Ludwig von St. Gallen, 1220/21–1232
- Hugo von Villingen, 1241–1244
- Rudolf von Bernang, 1253–1263
- Konrad von Wolfurt, 1265–1277
- Konrad von Ruchenberg, 1282–1324
- Eglolf von Wolfurt, 1327–1330
- Hermann von Arbon, 1330–1361
- Johann von Mendelbüren, 1362–1386
- Burkhard von Wolfurt, 1386–1416
- Werner von Reitnau, 1416–1435
- Wilhelm von Mosheim, (1435) 1437–1445
- Nikolaus von Marmels, 1438
- Friedrich von Reitnau, 1447–1478
- Johannes Berger, 1478–1483
- Georg von Erolzheim, 1483–1488
- Melchior von Hörnlingen, 1489–1506
- Wilhelm von Fulach, 1506–1517
- Johann Jakob Russinger, 1517–1549
- Rudolf Stucki, 1549–1564
- Fridolin Tschudi, 1565–1567
- Johann Jakob von Mosheim, 1568–1570
- Heinrich Weidmann, 1570–1574
- Ulrich (von) Roll, 1574–1575
- Bartholomäus Spiess, 1575–1584
- Johannes Heider, 1587–1600
- Michael Saxer, 1600–1626
- Jodok Hösli, 1626–1637
- Beda Fink, 1637–1644
- Justus Zink, 1645–1677
- Bonifaz Tschupp, 1677–1706
- Bonifaz zur Gilgen, 1707-1725
- Ambros Müller, 1725–1738
- Bonifaz Pfister, 1738–1769
- Benedikt Bochsler, 1769–1805
- Joseph Arnold, 1805–1819
- Plazidus Pfister, 1819–1838

### Bad Pfäfers

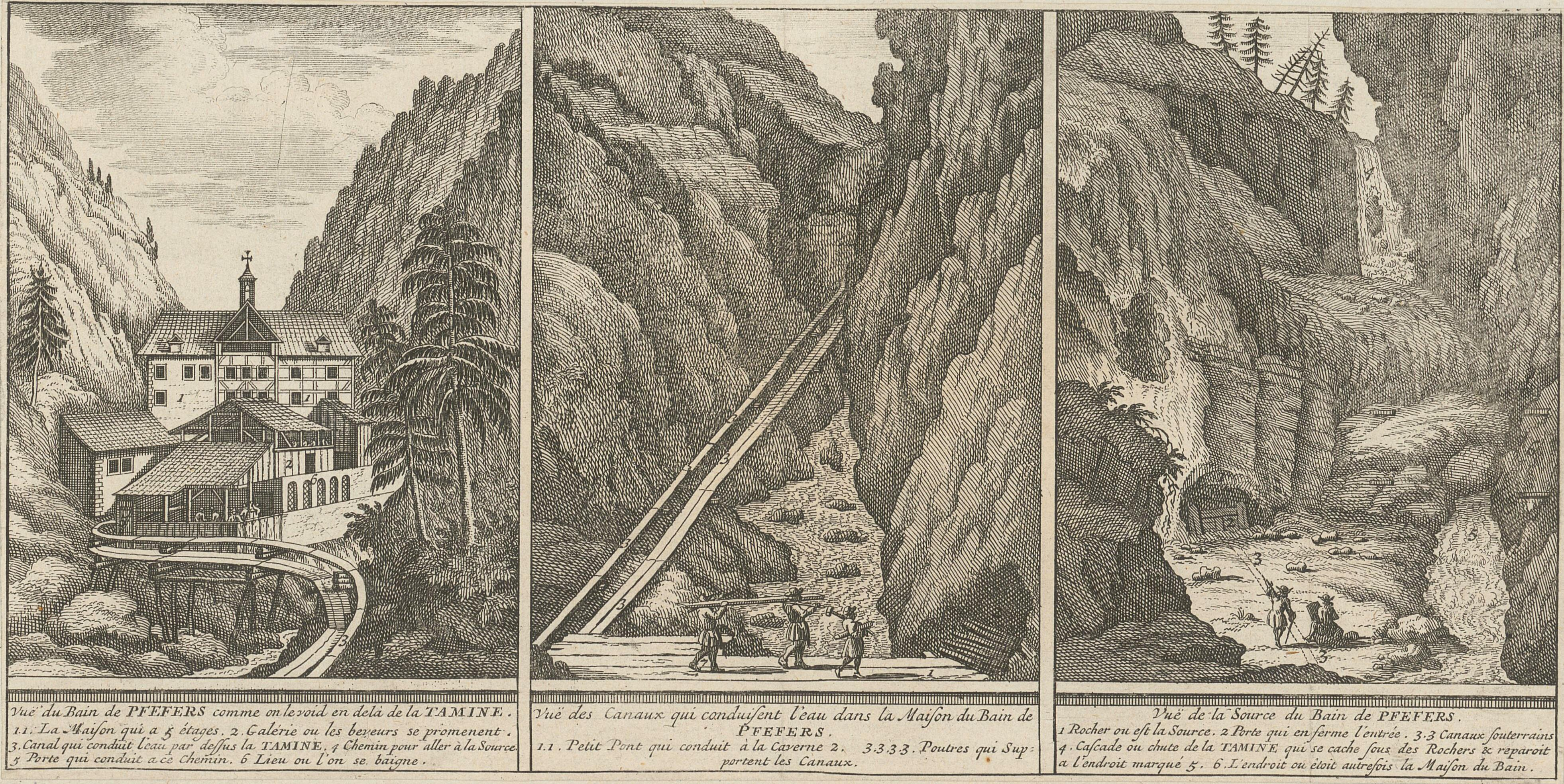
Altes Bad Pfäfers, nach 1714

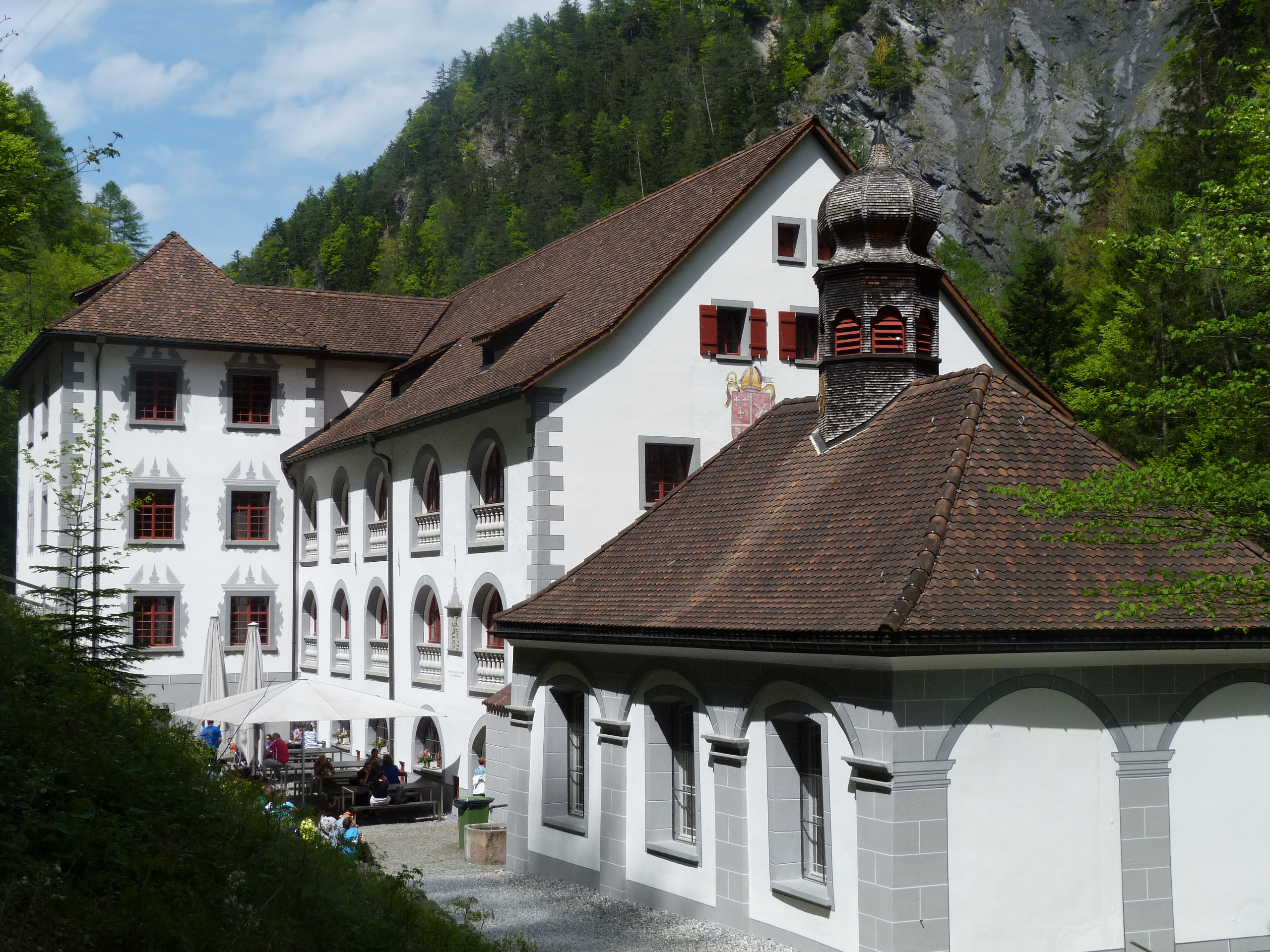
Das ehemalige Badehaus aus dem
18. Jahrhundert in der Taminaschlucht

Die Heilquelle in der Taminaschlucht wurde im Mittelalter entdeckt. Nach einer Sage soll sie 1038 von Karl von Hohenbalken, nach einer anderen 1242 von zwei Klosterknechten gefunden worden sein. Die ersten Badeeinrichtungen wurden 1242 unter Abt Hugo II. von Villingen eingerichtet. Mitte 14. Jahrhundert wurden Badehäuser bzw. Badestuben gebaut, welche rittlings über der Tamina platziert waren. Die erste urkundliche Erwähnung erfolgte 1382. Im 16. Jahrhundert wurde das Bad berühmt durch die Anwesenheit Ulrich von Huttens und durch die Schrift des Paracelsus über das Bad von 1535. 1543 liess Abt Johann Jakob Russinger eine 250 Fuss lange Holztreppe an der Felswand in die Taminaschlucht erstellen. Im 17. Jahrhundert galt die Pfäferser Quelle als die «Königin aller Heilquellen».
Durch mehrfache Brände und Felsstürze wurden die ursprünglichen Badeeinrichtungen und die Quelle bis 1680 zerstört, durch das Kloster 1704–1718 aber wiederhergestellt. Von diesen Gebäuden sind Teile bis heute erhalten. In den Glanzzeiten beherbergte das Bad bis zu 500 Gäste. Nach der Aufhebung des Klosters fiel die Quelle an den Kanton St. Gallen, der 1839/1840 eine Leitung nach Ragaz anlegte, das seither an der Stelle des alten Bad Pfäfers in der Taminaschlucht zu einem bekannten Kurort wurde. Das Bad Pfäfers wurde bis 1969 weiterbetrieben. Ein Teil des alten, sich in schlechtem baulichen Zustand befindenden Bades wurde 1971 abgebrochen, was auch für den Rest der Gebäude vorgesehen war. Durch das Engagement des Vereins «Freunde Altes Bad Pfäfers» ab 1975 und der vom Verein, den Gemeinden Pfäfers und Bad Ragaz, dem Kanton und dem Thermalbad getragenen «Stiftung Altes Bad Pfäfers» konnten die verbleibenden Bauten des Bads 1983 bis 1985 in drei Etappen restauriert werden.

## Wappen
Das Wappen der Abtei Pfäfers zeigt eine nach rechts auffliegende weisse Taube auf rotem Grund. Die Taube trägt in ihrem Schnabel einen rot befleckten Holzspan. Damit wird ein Bezug zur Gründungslegende hergestellt, welche besagt, eine Taube habe mit einem blutigen Holzspan dem Heiligen Pirmin den Bauplatz des Klosters angewiesen.
Die politische Gemeinde Pfäfers verwendet dieses Wappen heute als Gemeindewappen. Auch das Wappen der Nachbargemeinde Bad Ragaz (weisse Taube auf blauem Grund) geht auf das Klosterwappen zurück.